# Associazione Sportiva Del Duca Ascoli 1969-1970
Questa pagina raccoglie le informazioni riguardanti l'Associazione Sportiva Del Duca Ascoli nelle competizioni ufficiali della stagione 1969-1970.

## Rosa
| N. |                   | Ruolo | Calciatore         |
| -- | ----------------- | ----- | ------------------ |
|    | Italia (bandiera) | A     | Renato Campanini   |
|    | Italia (bandiera) | P     | Alessandro Capponi |
|    | Italia (bandiera) | C     | Angelo Desio       |
|    | Italia (bandiera) | D     | Salvatore Flamini  |
|    | Italia (bandiera) | C     | Rossano Giampaglia |
|    | Italia (bandiera) | D     | Gianni Girotto     |
|    | Italia (bandiera) | C     | Mario Marini       |
|    | Italia (bandiera) | P     | Gianfranco Massari |
|    | Italia (bandiera) | C     | Antonio Natalini   |

| N. |                   | Ruolo | Calciatore         |
| -- | ----------------- | ----- | ------------------ |
|    | Italia (bandiera) | C     | Bruno Nobili       |
|    | Italia (bandiera) | A     | Roberto Oltramari  |
|    | Italia (bandiera) | D     | Abramo Pagani      |
|    | Italia (bandiera) | A     | Antonio Pica       |
|    | Italia (bandiera) | C     | Paolo Pierbattista |
|    | Italia (bandiera) | D     | Raffaele Schicchi  |
|    | Italia (bandiera) | C     | Roberto Scichilone |
|    | Italia (bandiera) | C     | Mario Vivani       |
|    | Italia (bandiera) | A     | Gianfranco Zeli    |